# Jakob (Äthiopien)
Jakob oder Yaqob (äthiop. ያዕቆብ, Thronname Malak Sagad II. መልአክ ሰገድ, „vor dem sich der Engel verneigt“, † 10. März 1606, gefallen) war von 1597 bis 1603 und erneut von 1604 bis 1606 Negus Negest (Kaiser) von Äthiopien und ein Mitglied der herrschenden Salomoniden-Dynastie. Er war der älteste überlebende Sohn von Sarsa Dengel und offenbar der Dame Harego der Falaschen. Jakob wurde unter Umständen erst 1590 geboren.
Die Hauptfrau seines Vaters, die einflussreiche Königin Maryam Sena, bevorzugte den jungen Jakob gegenüber dessen älteren Cousin. Sarsa Dengel beabsichtigte eigentlich seinen Neffen Za Dengel zu seinem Nachfolger zu machen. Durch die Einflussnahme seiner Frau Maryam Sena und einiger seiner Schwiegersöhne, wählte er jedoch Jakob, der mit sieben Jahren den Thron bestieg. Ras Antenatewos von Amhara wurde sein Regent. Za Dengel und der zweite Rivale auf den Thron – Sissinios, der Sohn von Abeto Fasilides – wurden ins Exil geschickt. Za Dengel floh jedoch in die Berge am Tanasee, während Sissinios Zuflucht im Süden unter den Oromo fand.
Nach sechs Jahren, mit dem Eintritt ins Erwachsenenalter, geriet Jakob in Streit mit Ras Antenatewos und ließ ihn durch Ras Za Sellase ersetzen. Allerdings setzte dieser Jakob ab, schickte ihn ins Exil nach Ennarea und machte seinen Cousin Za Dengel zum Kaiser. Als Za Dengel sich lästiger als Jakob herausstellte, holte Za Sellase, Jakob zurück aus dem Exil.
Wenig später wurde Za Dengel in einer Schlacht besiegt und getötet. Sissinios führte eine Armee der Oromo in Richtung Norden und schickte eine Nachricht an Ras Antenatewos, in der er sich selbst zum König ausrief und Unterstützung durch Antenatewos verlangte. Da dieser sich nicht mit Za Sellase verständigen konnte, schickte der Ras seine Truppen zur Unterstützung Sissinios.
Eine ähnliche Nachricht an Za Sellase rief auch diesen auf den Plan. Er rückte gegen Sissinios vor, der sich durch ein Fieber geschwächt wieder in die amharischen Berge zurückzog. Nach diesem Zeichen fehlender Entschlossenheit ließ Ras Antenatewos seine Truppen abziehen. Er unterstützte fortan zusammen mit Ras Za Sellase Jakob. 
In einem Überraschungsangriff in Begemder gelang es Sissinios die Truppen Za Sellases zu dezimieren. Als ihn nach der Flucht in Jakobs Lager der Hohn des Kaisers traf, lief Za Sellase zu Sissinios über. Mehrere Tage lang manövrierten die beiden Armeen in den Bergen von Gojam, bis sie schließlich in der Schlacht von Gol aufeinander trafen. Jakob und Abuna Petros II. fielen im Kampf und seine Truppen wurden abgeschlachtet.
Jakob hatte einige Jahre zuvor eine Ausländerin namens Nazarena geheiratet, mit der er drei Söhne hatte von denen einer bereits vor der Schlacht von Gol gestorben war. Diese hohe Anzahl an Söhnen aus nur einer Ehe deutet darauf hin, dass Jakob bereits vor 1590 geboren war. Nazarena schickte ihre Söhne ins sichere Exil: Cosma der ältere ging in den Süden, wo seine Spur verschwindet, der jüngere, Saga Krestos, fand Unterschlupf im Sultanat von Sannar, wo er bis ins Alter gut behandelt wurde. Als der König Rabat ihm seine Tochter zur Heirat anbot, lehnte Saga Krestos ab und war gezwungen anderswo Zuflucht zu finden. Während seines Aufenthalts in Jerusalem trat er zum Katholizismus über. Letztlich gelangte er 1632 nach Rom und schließlich nach Paris, wo ihm Kardinal Richelieu Unterkunft bot. Saga Krestos starb 1638 im Alter von 38 Jahren an Pleuritis.